# Adam Bal (starosta)
Adam Bal herbu Gozdawa (ur. 15 stycznia 1867 w Nowosiółkach Baligrodzkich, zm. 13 stycznia 1927 w Krakowie) – polski urzędnik terytorialny, starosta.

## Życiorys
Adam Bal z Hoczwi urodził się 15 stycznia 1867 w Nowosiółkach Baligrodzkich, majątku swoich rodziców Jana i Felicji z Żurowskich. Kształcił się w Krakowie, gdzie w 1885 ukończył VIII klasę i zdał egzamin dojrzałości w C. K. III Gimnazjum w Krakowie (w jego klasie byli m.in. Karol Łepkowski, Stanisław Szeptycki, Stanisław Wróblewski). Następnie odbył studia na Uniwersytecie Jagiellońskim. W 1892 uzyskał stopień doktora praw.
W 1892 wstąpił do służby rządowej w Galicji. W charakterze praktykanta konceptowego był zatrudniony w C. K. Namiestnictwie we Lwowie od ok. 1892, skąd potem był przydzielony do starostwa c. k. powiatu jasielskiego od ok. 1893, następnie do starostwa c. k. powiatu krośnieńskiego od ok. 1894, gdzie od ok. 1898 pracował w charakterze koncepisty namiestnictwa. Od ok. 1901 był komisarzem w starostwie krośnieńskim (już bez przydziału z Namiestnictwa). W listopadzie 1907 został mianowany sekretarzem namiestnictwa i od tego roku był przydzielony z Namiestnictwa do starostwa krośnieńskiego. Równolegle od ok. 1907 był komisarzem rządowym Kasie Oszczędności Miasta Krosna. Od 1909 w charakterze sekretarza namiestnictwa pełnił funkcję kierownika starostwa c. k. powiatu liskiego wobec opróżnienia tam posady starosty, a w lutym 1911 został mianowany starostą tamże. Od ok. 1910 był przewodniczącym C. K. Rady Szkolnej Okręgowej w Lisku. Od 1912 był starostą c. k. powiatu łańcuckiego i piastował tę posadę także podczas I wojny światowej do końca istnienia Austro-Węgier w 1918. W tym czasie był przewodniczącym C. K. Rady Szkolnej Okręgowej w Łańcucie. Otrzymał tytuł radcy namiestnictwa.
Po odzyskaniu niepodległości przez Polskę (1918) został powołany do służby w Polskiej Komisji Likwidacyjnej w 1919 i pracował tam najpierw w Wydziale Administracyjnym, a potem w Biurze dla Spraw Misji Zagranicznych, Prezydium PKL, po czym został przeniesiony do Prezydium Lwowskiej Komisji Generalnej Delegatury Rządu. Potem był inspektorem aprowizacyjnym przy Generalnym Delegacie Rządu, a w trakcie wojny polsko-bolszewickiej był zastępcą tegoż w I Oddziale Sztabu Dowództwa Okręgu Generalnego „Kraków”. Do 1921 był inspektorem objazdowym starostw. Po wprowadzeniu reformy administracyjnej i utworzeniu Urzędu Wojewódzkiego w Krakowie z dniem 1 września 1921 został powołany na urząd stanowisko kierownika starostwa powiatu krakowskiego, które sprawował do końca życia. W 1923 otrzymał V stopień służbowy. Był poważany w różnych środowiskach i uznawany za bezstronnego urzędnika.
W Krakowie zamieszkiwał przy ul. Jana III Sobieskiego. Zmarł 13 stycznia 1927 w Krakowie dwa dni przed swoimi 60. urodzinami. Jego uroczysty pogrzeb odbył się 16 stycznia 1927, po którym został pochowany w tymczasowym grobowcu na cmentarzu Rakowickim w Krakowie.
Jego bratankiem był Stanisław Bal, a krewnymi Wiktor Żurowski i Adam Ostaszewski.

## Ordery i odznaczenia
- Krzyż Oficerski Orderu Odrodzenia Polski (27 grudnia 1924)[25][1]
- Krzyż Komandorski Orderu Gwiazdy Rumunii (Rumunia)[1]

- Złoty Krzyż Zasługi Cywilnej z koroną (Austro-Węgry, ok. 1905)[9]
- Krzyż Wojenny za Zasługi Cywilne II klasy (Austro-Węgry, 1917)[26][27]
- Medal Jubileuszowy Pamiątkowy dla Cywilnych Funkcjonariuszów Państwowych (Austro-Węgry)[16]
- Krzyż Jubileuszowy dla Cywilnych Funkcjonariuszów Państwowych (Austro-Węgry)[16]
- Odznaka honorowa Czerwonego Krzyża II klasy z dekoracją wojenną (Austro-Węgry, 1917)[28][29]